# Sialis infumata
Sialis infumata là một loài côn trùng trong họ Sialidae thuộc bộ Megaloptera. Loài này được Newman miêu tả năm 1838.